# Canale 5
Canale 5 (Canale cinque) és un canal de televisió privada en obert que, juntament amb Italia 1 i Rete 4, operat per Mediaset, propietat de MFE - MediaForEurope de Silvio Berlusconi. La seva programació es basa en una oferta generalista adreçada a tota la família.
Aquest canal és considerat com la primera televisió privada a nivell nacional a Itàlia. Va començar a funcionar a nivell nacional des del 1980.

## Història
L'origen del canal es remunta al 1977, quan Silvio Berlusconi adquireix l'emissora local Telemilano, primera televisió local de la seva propietat a la qual aniria sumant altres adquisicions que van conformar una xarxa local nacional. Tres anys més tard, el 1980, Berlusconi va aprofitar el buit legal sobre emissions nacionals i decideix posar a totes les emissores locals (amb Telemilano al capdavant) a emetre en cadena la mateixa programació alhora, el que en la pràctica era una televisió privada nacional.
Per garantir la seva audiència, va fitxar col·laboradors i presentadors populars de la RAI i va intentar oferir un model basat en l'entreteniment i la ficció americana. Aquest canal va propiciar el naixement d'altres emissores privades, que van seguir la mateixa fórmula de llançament. Anys més tard, va reeixir adquirir els canals de la competència Italia 1 i Rete 4, assolint el control i ingressos publicitaris de les cadenes privades més importants.
El 1984 el Tribunal de Justícia italià va declarar, després d'una demanda de la RAI contra Mediaset, que les emissions en cadena dels tres canals privats eren il·legals i violaven el monopoli de la televisió pública, el que va dur a tancar per ordre judicial la seva emissió durant uns dies. La solució al problema va ser a través de Bettino Craxi, Primer Ministre d'Itàlia, que va signar un decret legalitzant les tres emissores de Berlusconi.
Després de la legalització definitiva dels senyals privats, Berlusconi va enfocar a Canale 5 com una televisió generalista per a tota la família, i diversificar l'oferta dels seus altres dos canals a un públic més segmentat. Actualment Canale 5 és la segona cadena en audiència, i només és superada per la cadena pública Rai Uno.

## Programació
L'oferta del canal és generalista, i destaquen els programes de varietats, concursos i novel·les. També és el canal amb més pes dels seus serveis informatius, l'anomenat TG5.

### Sèries
- RIS
- Distretto di polizia
- Il Cesaroni (adaptació italiana de Los Serrano)
- Carabinieri
- Centrovetrine
- House, MD
- The Sopranos

### Dibuixos animats
- Beethoven
- Siamo quelli di Beverly Hills
- Tazmania
- Sailor Moon (2 temporades)
- Pippo e Menelao
- L'ispettore Gadget
- I Simpson (Els Simpsons)
- Batman, cavaliere della notte
- I Puffi (Els barrufets)
- Snorky
- The Real Ghostbusters
- Widget, un alieno per amico
- The Mask
- Scuola di polizia (Police Academy (sèrie animada))
- La fabbrica dei mostri
- Iznogoud - Chi la fa l'aspetti
- Mr. Magoo
- Alf
- Robinson Bignè
- Foofur superstar
- Ace Ventura
- Tartarughe Ninja alla riscossa

### Reality shows
- Grande Fratello
- La Fattoria
- Uno, due, tre...stalla!
- Amici
- Vero Amore
- Reality Circus
- Volere o volare

### Programes d'entreteniment
- Striscia la Notizia (A Espanya es va fer un programa similar a Telecinco, El Informal)
- Uomini e donne
- C'e posta per te (adaptació italiana de "Hay una carta para tí")
- Buona domenica
- Bellissima
- Verissimo
- Matrix
- Maurizio Costanzo Show
- Nonsolomoda
- Mattino 5
- Panorama del Giorno
- Forum
- Zelig Circus
- La sai l'ultima?
- Ciao Darwin

### Concursos
- Chi vuol essere milionario?
- Passaparola
- 1 vs. 100

### Serveis informatius
- TG5
- TGCom
- Terra!

## Canale 5 a altres països
Berlusconi va intentar implantar el model de programació de Canale 5 a altres països europeus. A Espanya va implantar la cadena Telecinco, però en altres països va acabar desapareixent.
- Telecinco (1990) - 50 '1% de l'accionariat, control exercit per Vocento -
- La Cinq (1986-1992)
- Tele 5 (1988-1993)

Molts dels primers programes emesos en els primers anys de Telecinco van ser adaptacions dels formats italians i programes de Mediaset, com ara "Entre platos anda el juego", "Veredicto", o "Bellezas al agua". La col·laboració continua en l'actualitat, com es pot veure en l'adaptació espanyola de la sèrie italiana RIS o en l'adaptació italiana de la sèrie espanyola Los Serrano.